# Língua de sinais libanesa
A língua de sinais libanesa (em Portugal: Língua gestual libanesa) é a língua de sinais (pt: língua gestual) usada pela comunidade surda no Líbano.